# Saskia Demeyer
Saskia Demeyer is een Belgisch voormalig trampolinespringster.

## Levensloop
In 1991 werd ze samen met Natacha Bacque en ? Clearmont Europees kampioene in de discipline 'dubbele minitrampoline voor teams' in het Poolse Poznań. In 1992 behaalde ze samen met Natacha Bacque, Katy Claerhout en Sigi Van Renterghem zilver op het wereldkampioenschap in deze discipline in het Nieuw-Zeelande Auckland. In 1998 ten slotte behaalde ze een vijfde plaats in de individuele competitie dubbele minitrampoline op het WK in het Australische Sydney.